# Радонеж стан
Радонежский стан — стан Радонежского, а затем Московского уездов. 
Впервые в документах Радонежский Стан упоминается в 1481 году.

## История
В 1330-х годах великий  князь московской Иван Калита  завещал своей второй жене Ульяне волости «Радонежское, Бели, Воря…», волость Радонежская была дана вместе с одноименным княжеским селом. В другом источнике указано что: «... Княгине с меньшими детьми завещаны: Сурожик, Мушкина гора, Радонежское, Бели, Воря, Черноголовль, на Вори — свободка Софроньевская, Вохна, Дейково Раменье, Данилищева свободка, Мишев, Селна, Гуслицы, Раменье; села: Михайловское, Луцинское, село у озера, село Радонежское, Дейгунинское, Тыловское, Ротожь, Протасьевское, Аристовское, Лопастенское, Михайловское на Яузе, два села Коломенских. ....». 
В XV столетии волости Радонежская, Бели, Воря и Корзенев входили в состав Радонежского княжества (1410–1426) и Радонежского уезда (1473–1598).
Радонежская волость находилась между рекой Торгошей с востока, рекой Ворей и верхним течением её левого притока Пажи с запада. Общинный центр и княжеская усадьба  находились на левом берегу нижнего течения Пажи, в селе Радонежское.
Радонежская волость перестала упоминаться в документах в 1530-е годах. С 1481 года в документах стал упоминаться стан Радонежский и Бели. Со второй половины XVI века Радонежский уезд числился в составе Замосковской части Московского уезда. К этому времени он был разделён на четыре стана: Радонежский, Радонежский и Бели, Радонежский и Корзенев, Воря и Корзенев.
В другом источнике, в 1572 году указано «... Да ему жь волость Сурожик, да Лучинское, да Радонежь, ...» 